# Luisa Toledo Sepúlveda
Luisa de las Mercedes Toledo Sepúlveda, née le 21 juin 1939 à Santiago et morte le 6 juillet 2021 est une militante chilienne pour les droits humains. Elle est la mère des frères Vergara Toledo, militants du MIR assassinés par les carabiniers du Chili dans la Villa Francia, commune de Estación Central, pendant la dictature militaire d'Augusto Pinochet.

## Biographie
Luisa Toledo naît en 1939, et est la fille de Manuel Toledo Álvarez et Mercedes Sepúlveda Rodríguez. Alors qu'elle travaille comme secrétaire dans l'entreprise Cobre Cerrillos, elle rencontre Manuel Vergara, avec qui elle se marie et a eu quatre enfants : Pablo, Eduardo, Rafael et Ana. En 1962 ils s'installent dans la Villa « José Cardan », en face de Villa Francia. À cette époque, Luisa Toledo devient militante allendiste.
Après le coup d'état militaire, le couple rejoint les habitants de Villa Francia, qui s'organisent pour résister à la dictature, et commence à travailler au Vicariat de la Solidarité, créé par les églises chiliennes en 1974 pour aider les victimes de la dictature. Luisa Toledo avait commencé à travailler en 1974 au sein du Comité pour la Promotion de la Coopération pour la Paix, prédécesseur du Vicariat de la Solidarité. Toledo y transcrit les dénonciations de violations des droits humains et est secrétaire de l'avocat José Zalaquett,. Pendant la dictature elle travaille aussi à l'organisation de soupes populaires, en plus de participer aux manifestations.
Le vendredi 29 mars 1985, ses fils Eduardo et Rafael Vergara Toledo, militants du MIR, sont assassinés par des carabiniers au sein de Villa Francia. À partir de ce jour, elle commence à lutter pour obtenir vérité et justice dans cette affaire,. Le 5 novembre 1988, son fils Pablo Vergara Toledo, également miriste, est retrouvé mutilé avec Araceli Romo,. La presse publie qu'ils sont morts dans l'explosion d'une bombe sur la colline Las Mariposas, à Temuco. Après la mort de son fils, Luisa Toledo essaye de se suicider plusieurs fois.
Le 7 novembre 1991, au sein des locaux du quotidien La Nación, elle s'asperge de quatre litres d'essence et tente de s'immoler par le feu, après avoir écrit une lettre de six pages expliquant son geste comme « la façon que j'ai pour attirer l'attention sur nos problème de persécutions, maintenant de la part de ce gouvernement ». À l'époque, il y a peu d'avancées dans l'enquête sur la mort d'Eduardo et Rafael Vergara Toledo.
Elle dénonce à plusieurs occasions le harcèlement policier et la présence de policiers et caméras face à sa maison et dans les quartiers pauvres en général,. Elle dénonce également l'absence de démocratie après la fin de la dictature, en faisant valoir que les gouvernements travaillent dans un continuum de ce que voulait Pinochet, avec la même constitution et avec les mêmes personnalités politiques.

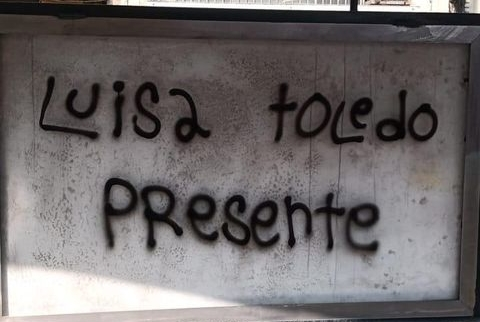
Inscription à la mémoire de Luisa Toledo à Santiago après son décès.

En mars 2013, elle souligne l'importance de la mémoire et de ne pas oublier les crimes de la dictature après un pèlerinage commémorative du décès de ses fils. En 2015, elle publie le livre Luisa Toledo, Luisa Riveros: dos vidas, una lucha (traduction : Luisa Toledo, Luisa Riveros: deux vies, une lutte) aux éditions Cinco ases, un compte rendu de conversations entre les deux dirigeantes sociales,.
À plus de 80 ans, elle participé à plusieurs des manifestations sur Plaza Italia qui ont lieu entre 2019 et 2021, et souligne le courage des jeunes de la « Première Ligne (es) ».

### Décès
Luisa Toledo meurt le 6 juillet 2021 des suites d'un long cancer de l'estomac,. À la suite de sa mort, la municipalité de Estación Central décrète trois jours de deuil communal, du 6 au 8 juillet. Le 7 juillet 2021, la présidente de l'Assemblée constituante Elisa Loncón lui rend hommage pendant la première séance de la convention. Le même jour des centaines de personnes prennent part au cortège funèbre, et elle est enterrée au cimetière général de Santiago.